# Faustino Trebbi
Faustino Trebbi, né en 1761 à Budrio et mort en 1836 à Bologne, est un architecte et peintre ornemental  italien, souvent actif dans la peinture de fresques quadratura.

## Biographie

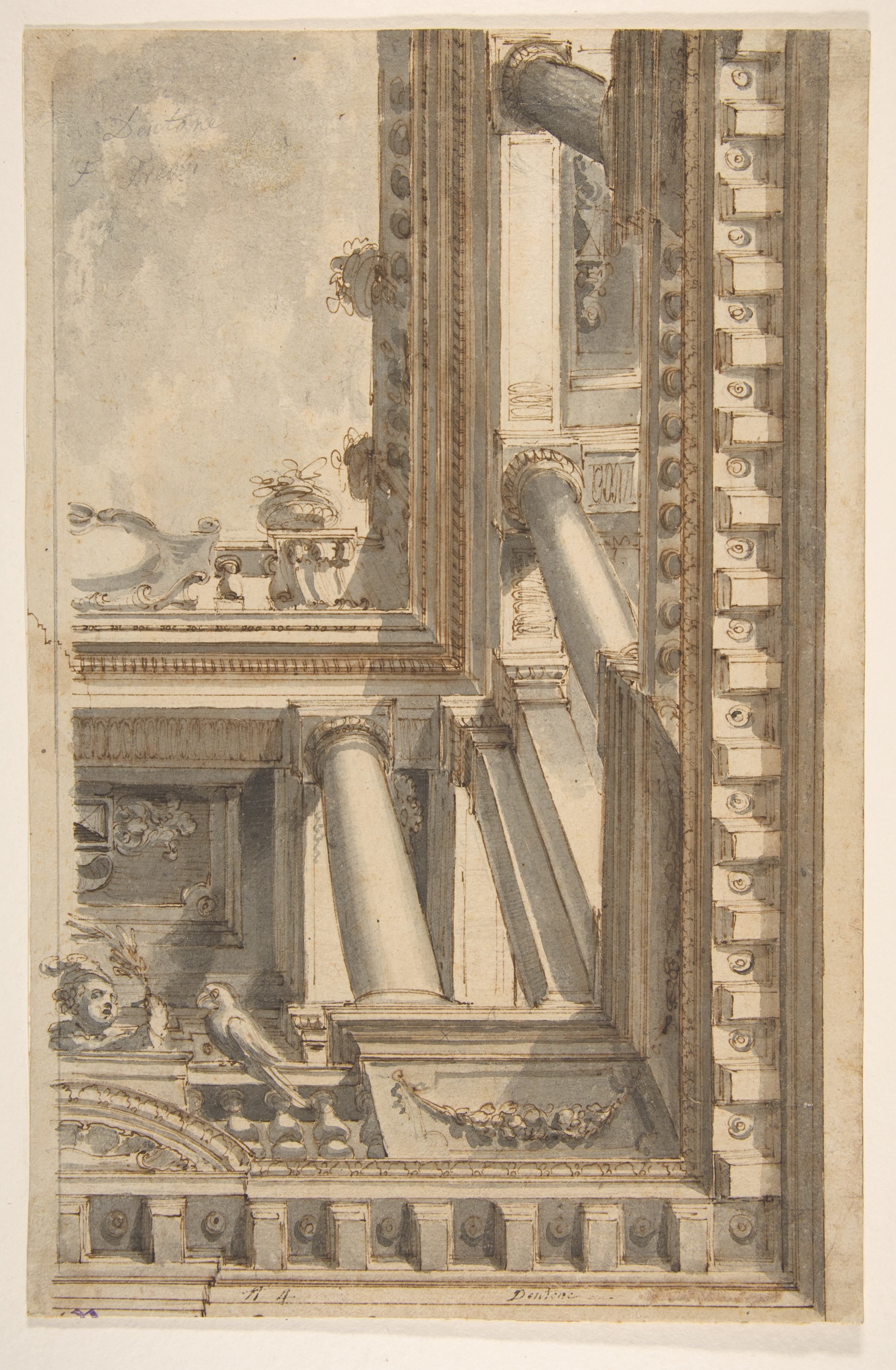
Décor en trompe-l'oeil pour une loggia, dessin, Metropolitan Museum, New York

L'œuvre de Faustino Trebbi montre l'influence de Correggio.
Son fils Raffaele apprend la peinture auprès de son père, tandis que son fils Mauro devient professeur de chimie. L'un de ses élèves est Francesco Cocchi. Il aide à décorer l'église du Suffragio de Bologne. La chapelle du baptistère de San Lorenzo à Budrio est décorée de fresques par Trebbi.